# Chromocryptus weemsi
Chromocryptus weemsi är en stekelart som först beskrevs av Porter 1974.  Chromocryptus weemsi ingår i släktet Chromocryptus och familjen brokparasitsteklar. Inga underarter finns listade i Catalogue of Life.